# Risøyna (Lindås)
Ne doit pas être confondu avec Risøyna ou Risøyna (Fjell).
Risøyna est une île dans le landskap Sunnhordland du comté de Vestland. Elle appartient administrativement à Lindås.

## Géographie
Rocheuse et couverte d'arbres, elle s'étend sur environ 1,964 km de longueur pour une largeur approximative de 1,227 km. Elle compte une dizaine d'habitations, plusieurs rouges et plusieurs quais d'amarrage. 